# Auguste d'Anethan

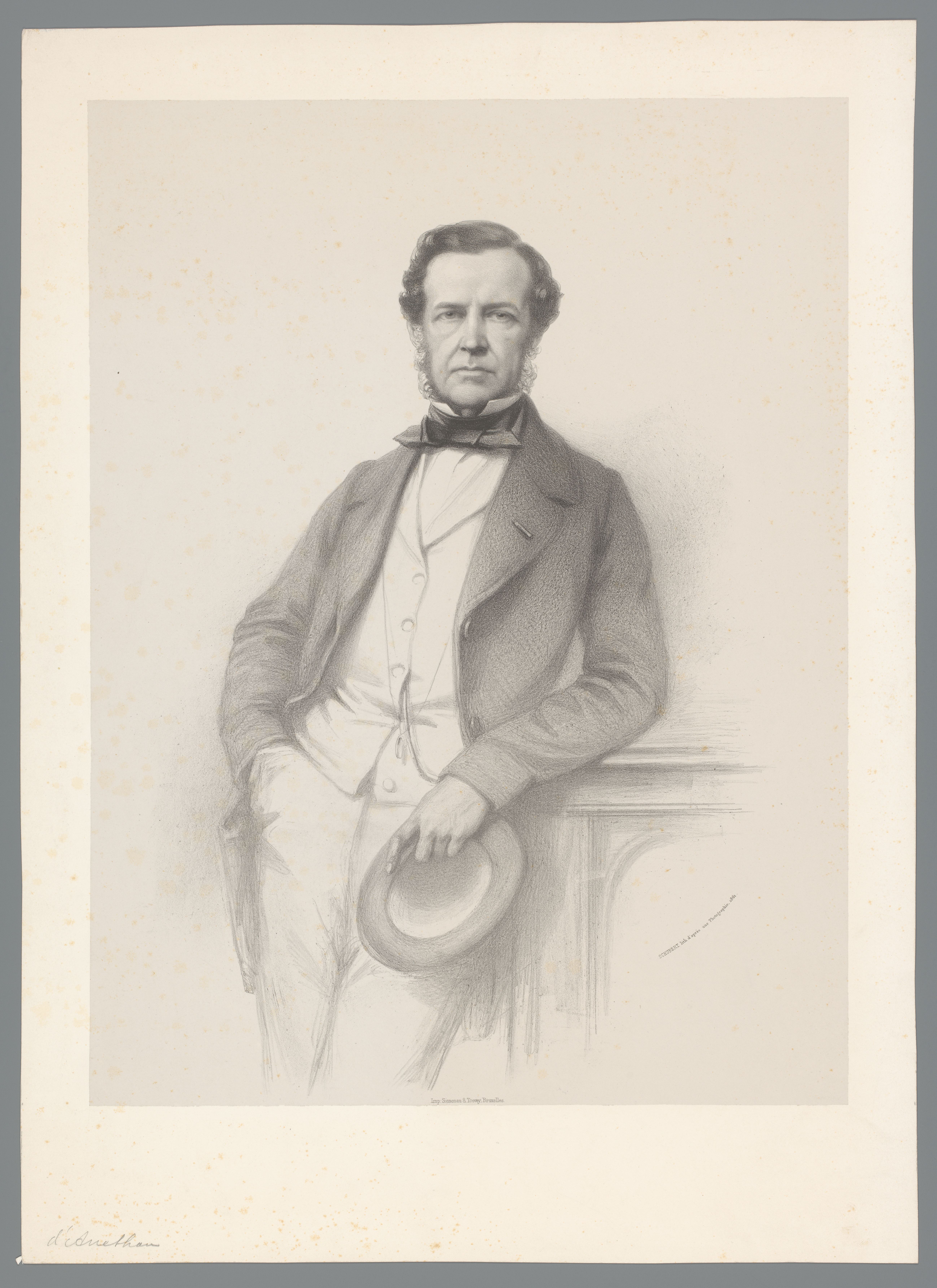
Auguste d'Anethan in 1861

Baron Auguste Joseph Marie d'Anethan (Dendermonde, 17 februari 1829 - Parijs, 11 juni 1906) was een Belgisch diplomaat.

## Biografie

### Familie
Auguste d'Anethan was een telg uit de familie D'Anethan. Hij was een zoon van baron Jules Joseph d'Anethan, advocaat-generaal bij het hof van beroep van Brussel, minister, volksvertegenwoordiger, minister van Staat, burgemeester van Linkebeek, premier en voorzitter van de Senaat, en Marie-Cornélie de Jonghe. Hij was een neef van baron Albert d'Anethan en barones Alix d'Anethan.
Hij trouwde in 1861 in Brussel met Isabelle Mosselman du Chenoy (1842-1876), dochter van Théodore Mosselman du Chenoy, bankier en senator. Ze kregen drie zoons en een dochter, met afstammelingen tot heden. Ze waren de schoonouders van graaf Amaury de Marchant et d'Ansembourg, Luxemburgs politicus. Twee van zijn zoons werden eveneens diplomaat.

### Loopbaan
D'Anethan behaalde het diploma van doctor in de rechten en doorliep een carrière bij Buitenlandse Zaken. In 1852 slaagde hij met grote onderscheiding voor het diplomatiek examen en werd hij attaché. Vervolgens werd hij secretaris in Madrid (1853) en Frankfurt (1854). In 1855 keerde hij terug naar België en werd kabinetschef van minister van Buitenlandse Zaken Charles-Ghislain Vilain XIIII. Vervolgens was hij secretaris in Rome (1856), Turijn (1858), Wenen (1860) en Den Haag (1862), ambassaderaad in Parijs (1864) en minister-resident in Lissabon (1867). In 1872 werd hij gepromoveerd tot buitengewoon gezant en gevolmachtigd minister.
In 1875 werd hij de eerste Belg die na het einde van de Pauselijke Staten ambassadeur bij de Heilige Stoel werd, eerst bij paus Pius IX, vanaf 1878 bij paus Leo XIII. In 1876 kreeg hij audiëntie bij de paus. Zijn rapport aan minister van Buitenlandse Zaken Guillaume d'Aspremont Lynden weerspiegelde de positieve houding van de paus tegenover de Afrikaanse politiek van koning Leopold II. In 1880 werd hij op non-actief gezet en zijn functie opgeheven. De diplomatieke betrekkingen tussen België en het Vaticaan waren immers verbroken.
In 1881 werd d'Anethan buitengewoon gezant en gevolmachtigd minister in Den Haag. Hij kreeg er de taak beide monarchieën dichter bij elkaar te brengen en stond in voor de eerste vriendschappelijke ontmoeting tussen de vorsten van beide landen, namelijk het bezoek van koning Willem III aan Spa. Het project om een douane-unie uit te werken mislukte echter.
Hij werd in 1894 buitengewoon gezant en gevolmachtigd minister in Parijs. In 1903 ging hij met pensioen. Hij bleef in Parijs wonen en overleed er in 1906. Hij werd begraven op de begraafplaats van Laken.